# Pinilla de los Barruecos
Pinilla de los Barruecos es un municipio y localidad española de la provincia de Burgos, en la comunidad autónoma de Castilla y León. Perteneciente a la comarca de La Demanda y Pinares, forma parte del partido judicial de Salas de los Infantes. El término municipal, con 98 habitantes (INE 2024), abarca dos núcleos de población: Pinilla de los Barruecos y Gete.

## Geografía
Integrado en la comarca de La Demanda y Pinares, se sitúa a 67 kilómetros de Burgos. El término municipal está atravesado por la carretera local BU-V-9215 que da acceso al núcleo también lo atraviesa por el este la carretera nacional N-234, entre los pK 426 y 428, y al sur la carretera provincial BU-925, que conecta Aranda de Duero con La Gallega, pasando por Huerta de Rey. También discurren otras carreteras locales que permiten la comunicación con Cabezón de la Sierra y Mamolar.  
Tiene una extensión de 32,5 km². 
| Noroeste: Carazo         | Norte: Comunidad de Hacinas y Pinilla de los Barruecos | Nordeste: Cabezón de la Sierra |
| Oeste: Mamolar           |                                                        | Este: La Gallega               |
| Suroeste: Arauzo de Miel | Sur: Huerta de Rey                                     | Sureste: Espejón (Soria)       |

El relieve del municipio está definido por un terreno montuoso y boscoso, con dos zonas más elevadas al norte Peñas de Cervera y al sur (El Cerro) y una zona central más llana formada por los valles de pequeños ríos como son el río San Miguel subafluente del Arlanza y el arroyo Valtubilla. Al suroeste del término municipal nace en el límite con Mamolar el río Lobos que posteriormente y siguiendo su curso dará nombre al Cañón del Río Lobos entre Burgos y Soria. Por el noroeste se alcanzan los 1250 metros en el límite con Carazo y por el sur, el pico Cordón llega a los 1229 metros. La altitud oscila por tanto entre los 1250 metros y los 1010 metros a orillas del río San Miguel. El pueblo se alza a 1085 metros sobre el nivel del mar. El Cerro (1209 metros) a través del que se permite la conexión por la carretera BU-925 con Huerta de Rey.

## Historia

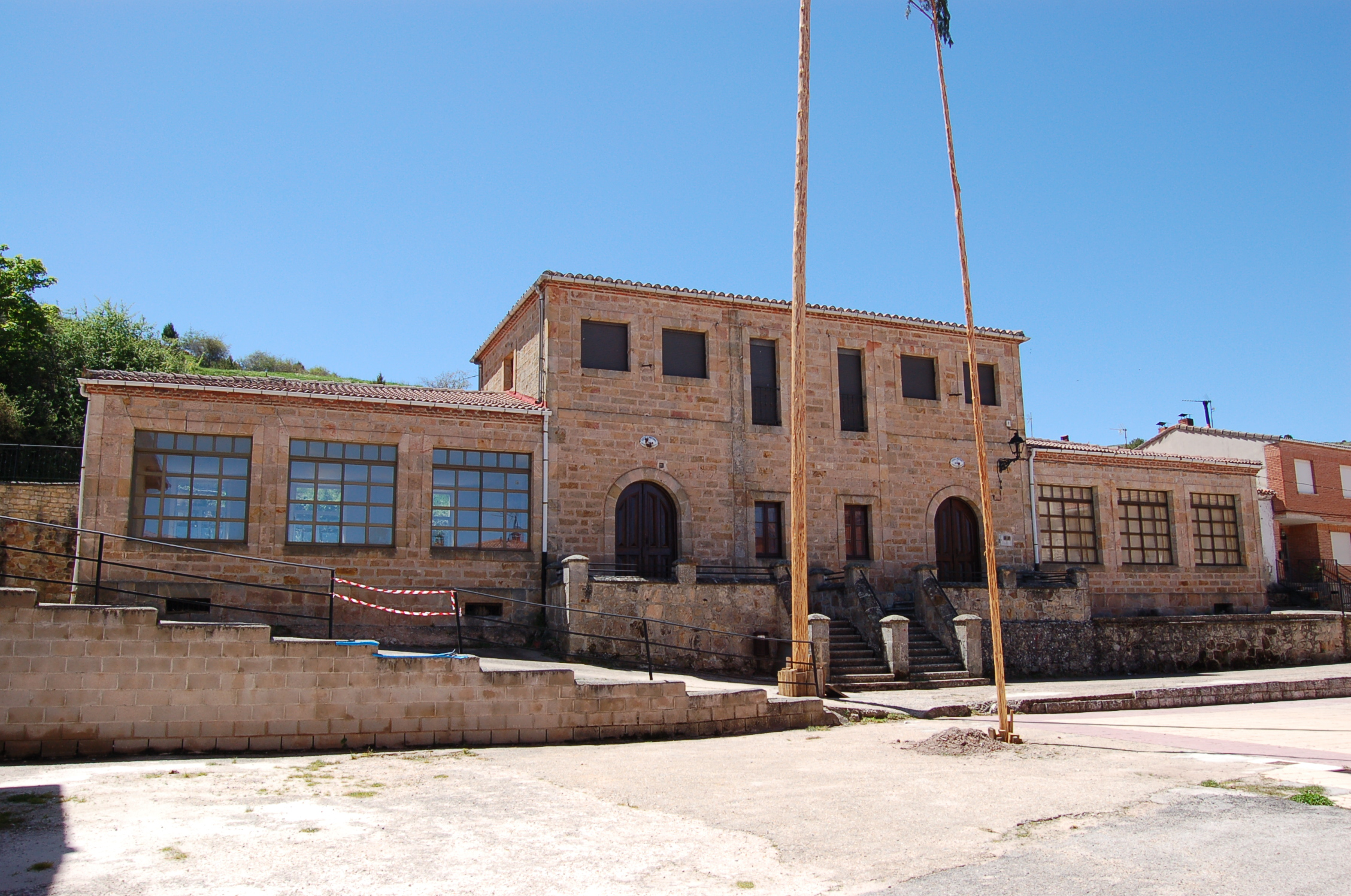
Escuelas de Pinilla de los Barruecos

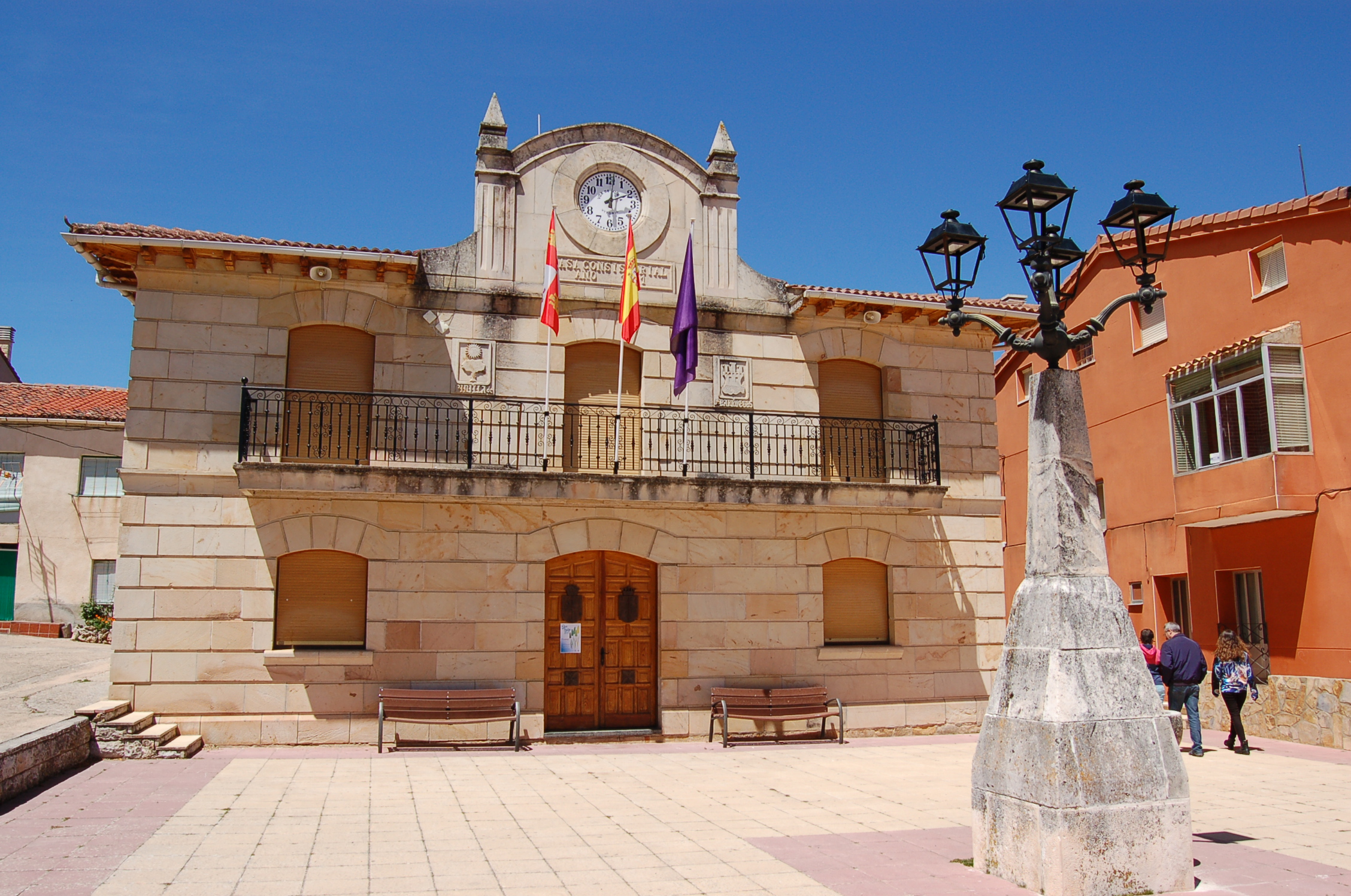
Casa consistorial

Según un documento de 1597, el pueblo constaba de 71 casas-vivienda y su tabernero, su carnicero y su arrendador del viento habían abandonado la localidad para marchar a negocios carreteros, pero todavía quedaba la fonda del pueblo (posada) en la calle de la Solana.  Actualmente en su emplazamiento se encuentran dos casas particulares en el número 2 y 3 de la misma calle.
La villa de Pinilla de los Barruecos es continuidad e imagen del poblamiento que en el siglo X realizaron los repobladores conquistadores bajo el mando de los condes de Lara y de Castilla. El nombre de la localidad serrana es un topónimo geográfico bastante frecuente en la Castilla condal y que designa, en diminutivo, a una peña sobre la que solía alzarse una torre para la seguridad y vigilancia del pueblo, eso sin llegar a ser un castillo. Más tarde es cuando acuñó su apellido "de los barruecos", topónimo también geográfico de origen celta o ibérico y que resulta redundante, así como pinilla significa peña, barruecos hace referencia a un conjunto de peñascos, de los que abundan en esta localidad burgalesa. 
Pinilla de los Barruecos quedó incluida en el Alfoz de Lara y luego en la Merindad de Santo Domingo de Silos, aunque es una de las pocas villas que no figura en el famoso Libro de las Behetrías de Castilla. Pinilla de los Barruecos no tardó en tornar del realengo al señorío, en este caso abadengo. La voluntad del monarca Alfonso VIII quiso que, estando en San Esteban de Gormaz, dictó un documento de donación de la villa de Pinilla al abad del monasterio de Santo Domingo de Silos en diciembre del año 1171; el monasterio benedictino era el que ejercía la autoridad en lo referente a lo administrativo, judicial, político y religioso, aunque este último campo era supervisado por el obispo de Osma, a cuya diócesis fue incardinada. A principios del siglo XIV se interpuso en el gobierno de Pinilla de los Barruecos el linaje de los Rojas, y más tarde el de los Velasco, que intentaron acabar con la presencia monacal pero no lo lograron, pues hasta el siglo XIX hay datos que afirman la dependencia del monasterio benedictino. Pinilla de los Barruecos era por aquel entonces un pueblo sosegado, agregado a su pinar y dedicado a la carretería propia de los pueblos de la Sierra. 
Durante la primera guerra carlista (1833-1840), según Vincenz Andreas Lichnowsky, el infante estableció su cuartel general en Pinilla de los Barruecos.

## Demografía
Pinilla de los Barruecos cuenta con una población de 98 habitantes (INE 2024).
| Gráfica de evolución demográfica de Pinilla de los Barruecos entre 1842 y 2021                                        |
| |
| Población de derecho según los censos de población del INE. Población de hecho según los censos de población del INE. |

## Cultura

### Patrimonio

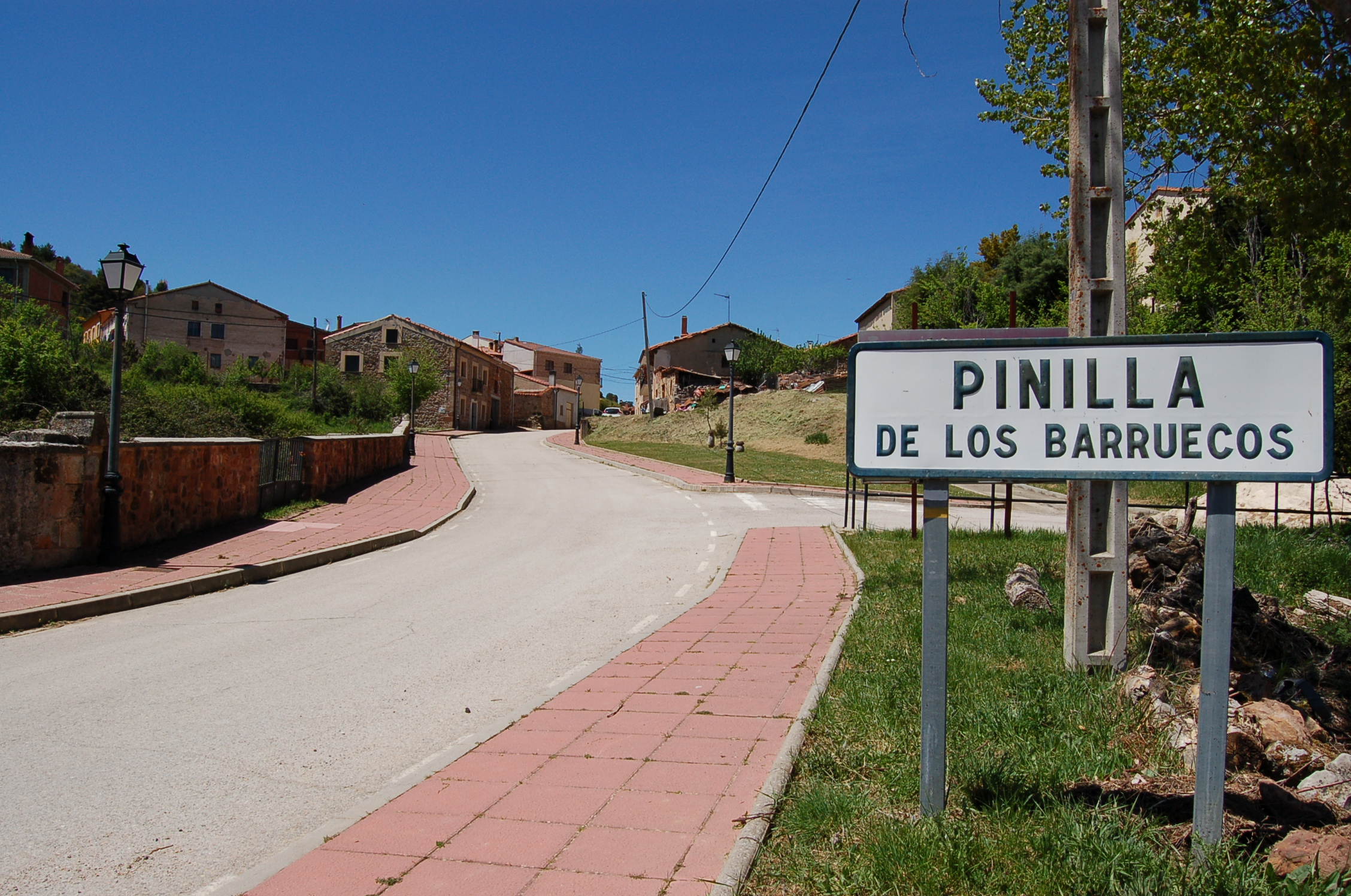
Entrada por la carretera del Vascón a Pinilla de los Barruecos

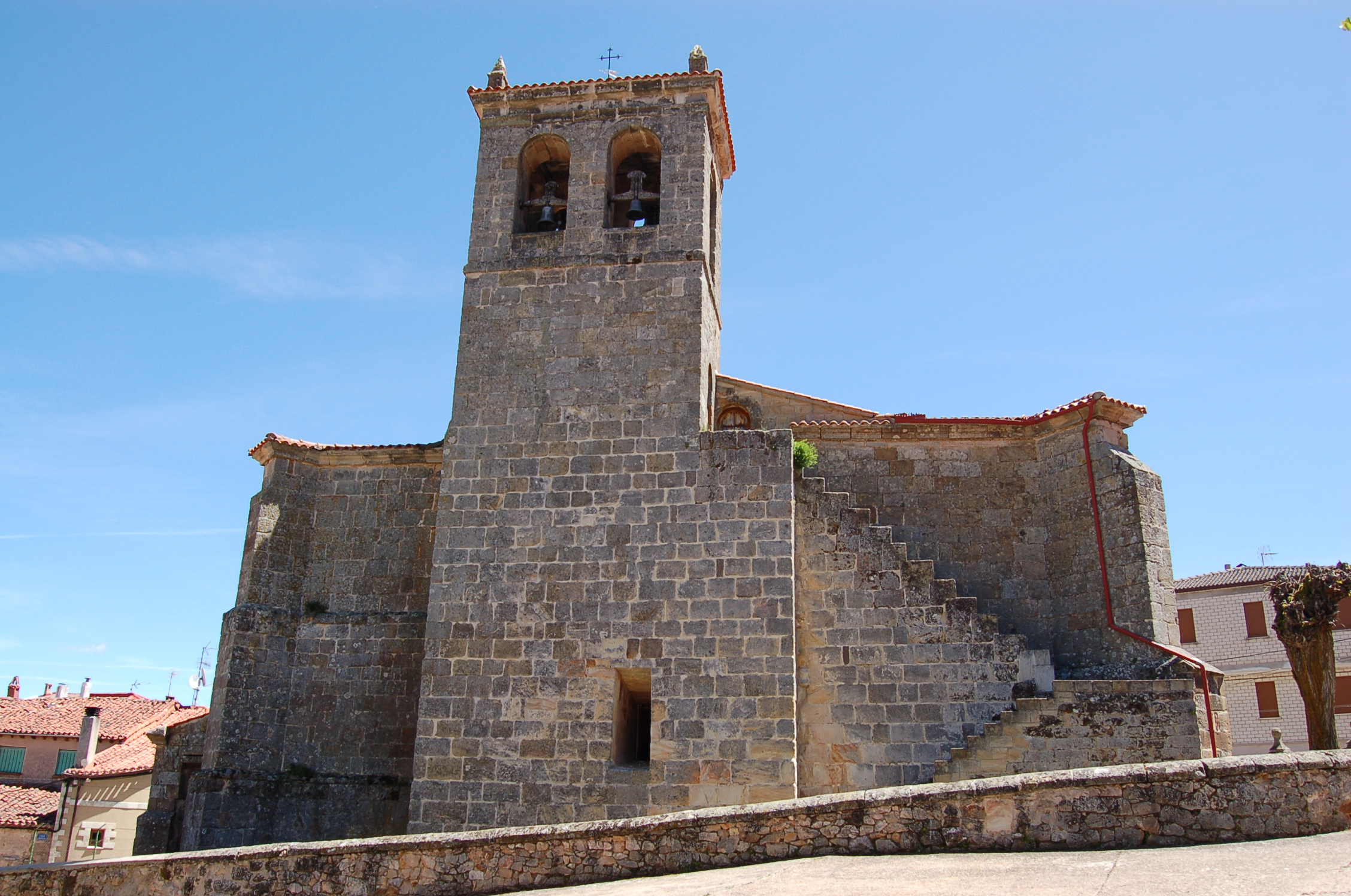
Iglesia de San Cristóbal

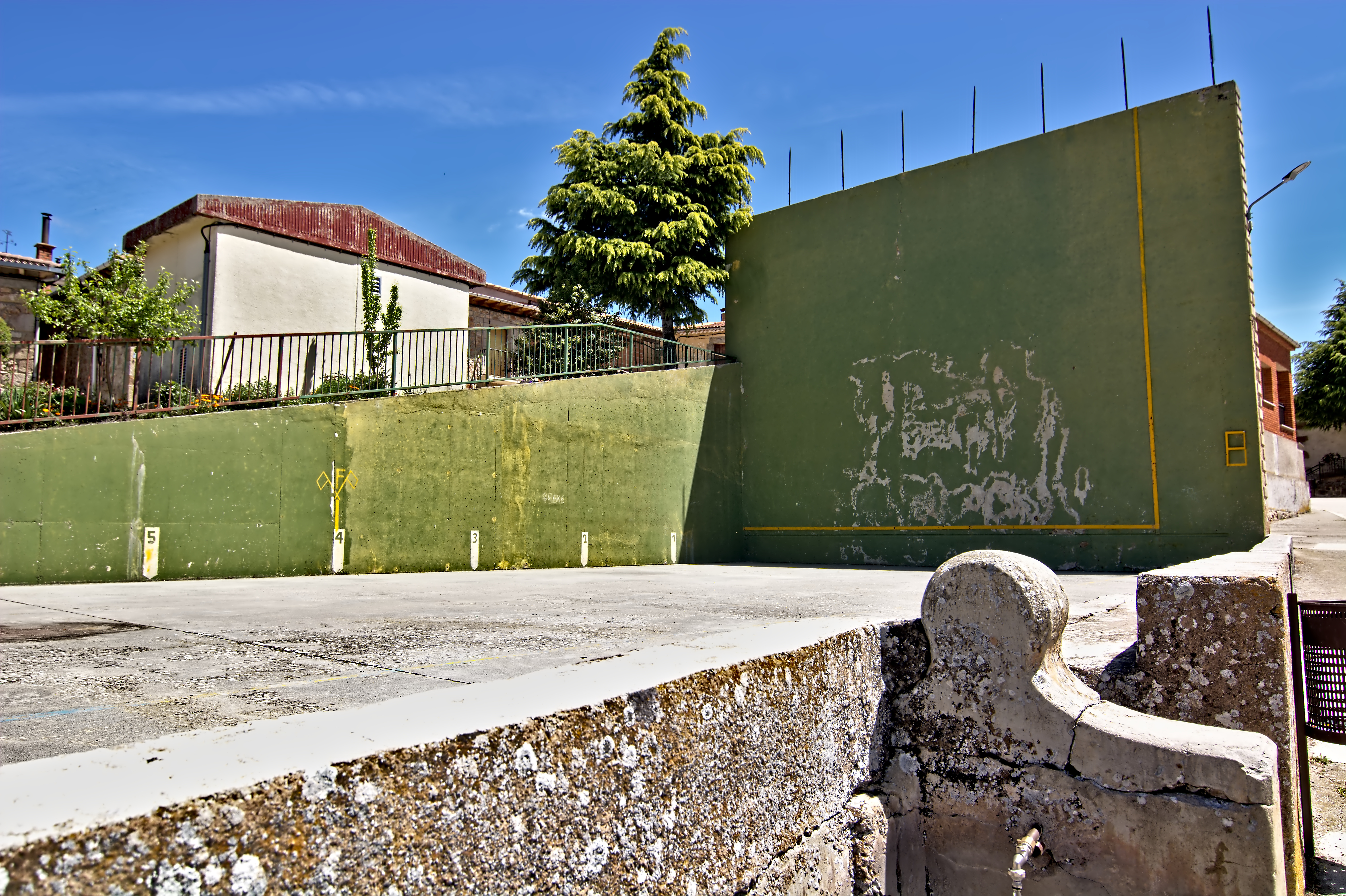
Frontón Viejo

El patrimonio natural de Pinilla, además de las características formaciones rocosas, hay que añadirle 2000 hectáreas de pino, sabina y roble, además de la peña de Carazo y el pico El Cerro, de 1230 metros sobre el nivel del mar. Es también peculiaridad de esta localidad su cuidado caserío en el que se mezclan las antiguas casonas con la típica chimenea serrana (cónica) con casas de reciente construcción. Así mismo, por su tradición carretera, se estuvo construyendo este tipo hasta finales del siglo XVI, de esta casa solo quedaba un ejemplar en Pinilla de los Barruecos, desaparecida en el año 1997.
En la actualidad desde la Asociación de Amigos de Pinilla de los Barruecos se están desarrollando actividades de dinamización y puesta en valor del medio rural  con diferentes proyectos, uno de ellos es: "Arboles singulares de Pinilla de los Barruecos" donde se está trabajando para crear un listado con todos los árboles singulares del municipio como Sabinas milenarias (popularmente conocidos como enebros), pinos silvestre con caractertisticas singulares, robles, etc. Otro proyecto es el desarrollo del Festival Celta de Gete que se realiza el fin de semana posterior a Santa Lucía.

### Fiestas y costumbres
El primero de mayo, a las 12 en punto del mediodía, se pinga el mayo al modo tradicional, con un viejo carro carretero. Además de este se pinga otro de menor tamaño por los más pequeños del pueblo , aunque antaño se llegaron a plantar tres: de casados, de solteros y de niños. Es el único pueblo de la comarca que sigue pingando el mayo a modo tradicional y el día 1 de mayo.Por la tarde casi a eso del anochecer los hombres del pueblo y de otros muchos sitios se reúnen en el ayuntamiento para proceder a la subasta de la madera, el ayuntamiento ofrece vino en unas antiquísimas tazas de plata y chicharrillos en escabeche para deguste de los asistentes.
El último día de febrero se celebran Las Marzas, donde antiguamente los mozos cantaban a medianoche por las calles del municipio, típicas canciones con temas como los meses del año, la mujer, etc, para dar la bienvenida a la primavera. En la actualidad, esta tradición no se ha perdido tampoco y a estos mozos se han unido también las mozas y todo aquel que quiera participar en esta bonita tradición.

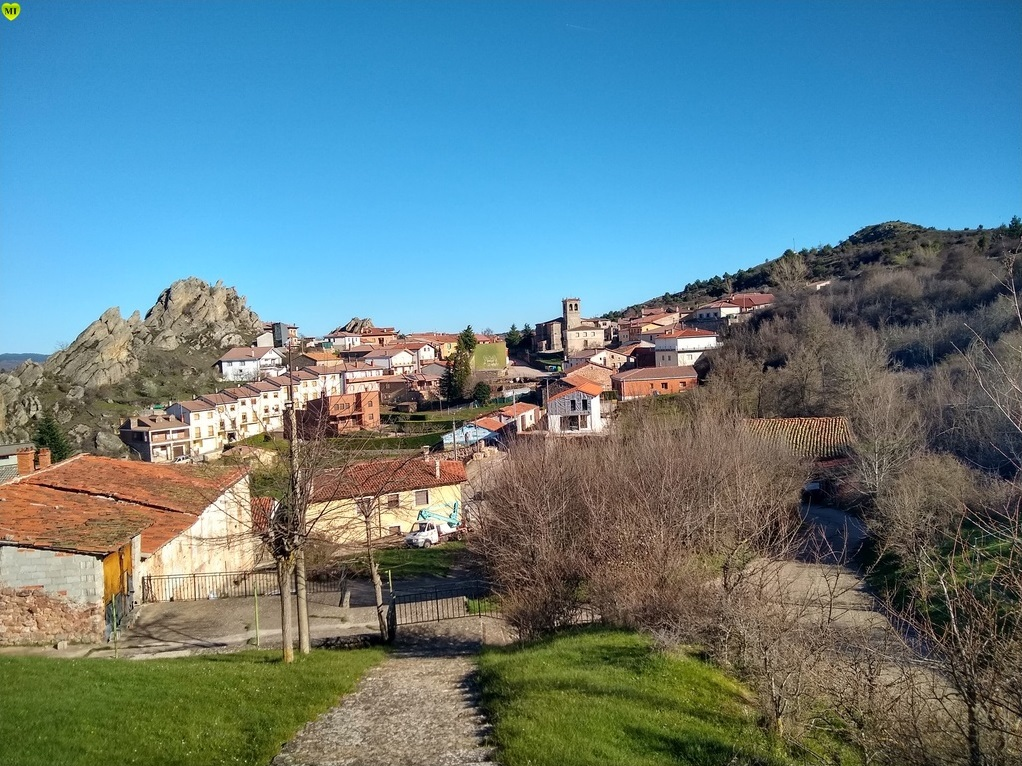
Vista del pueblo desde la ermita de San Roque

El 15 de mayo se celebra la Fiesta de San Isidro, antiguamente se celebraba con grandes bailes y aunque esto se ha perdido, todavía hoy, los habitantes del pueblo celebran anualmente una comida de confraternización.
El 16 de agosto, día de San Roque es costumbre salir a cenar en cuadrilla a la falda de la Ermita que lleva su nombre y después de los cánticos populares a San Roque se sube a la plaza donde se celebra la verbena. Dicho día, al igual que el 1 de mayo, el Ayuntamiento de la localidad invita a vino a todo el mundo que se acerque a Pinilla de los Barruecos, en su tradicional Taza de Plata. Y para finalizar el estío, están las fiestas patronales en honor a San Cristóbal que se celebran el último fin de semana de agosto, donde además de la variedad de espectáculos para grandes y niños, las típicas verbenas y campeonatos de cartas y deportes autóctonos, todavía se juega un premio local de pelota con gran participación. Además grandes partidos de pelota con los mejores en el campo aficionado y grandes profesionales.